# Personalwirtschaftskontrolle
Die Personalwirtschaftskontrolle ist ein Vorgang der personen-, sach- und zeitbezogenen Gewinnung von Informationen über Daten des Personalwesens. Sie wird auch verkürzend als Personalkontrolle bezeichnet und soll den Prinzipien der Wirtschaftlichkeit und Humanität gerecht werden. Diese Kontrollform stellt einen wesentlichen Teil des personalwirtschaftlichen Prozesses dar (bereichsbezogener Personalprozess) und schließt sich den Phasen der Personalplanung, der Personalbeschaffung bzw. des Personaleinsatzes an, geschieht aber auch prozessbegleitend.

## Phasen der Personalkontrolle
Die personalwirtschaftliche Kontrolle wird von Personalmanagern durchgeführt und kann für ein Unternehmen in folgenden Stufen ablaufen:
- Zuerst erfolgt die Erfassung der Soll-Werte, die beispielsweise aus Daten der eingeplanten Soll-Fehlzeiten des betrieblichen Personals, der gesamten Soll-Personalkosten und der Sollzahlen zur personellen Fluktuation bestehen können.
- Dann sind die Ist-Werte zur Personalwirtschaft zu ermitteln. Dabei werden die gegebenen Fehlzeiten des Personals der Fachabteilungen bzw. in der Personalabteilung selbst ermittelt. Hinzu kommen die Ist-Werte der Personalkosten und die Zahlen der gegebenen Personalfluktuation.
- Der Vergleich von Soll- und Ist-Werten der Fehlzeiten, der Personalkosten und der Fluktuation liefert bedeutende Informationen darüber, ob die von den Führungskräften angestrebten Ziele erreicht wurden.
- Die Analyse der Abweichungen zwischen den Soll- und Ist-Werten gibt wertvolle Informationen hinsichtlich der Abweichungsursachen, z. B. bei Fehlzeiten falsche Führung durch Vorgesetzte.

## Bezugsgrößen der Personalkontrolle
Als weitere Kennzahlen personalwirtschaftlicher Kontrolle gelten Daten zur betriebswirtschaftlichen Arbeitsproduktivität, die Gesamtzahl des Personals, die Altersstruktur, der Durchschnittslohn und die Höhe der Sozialleistungen in Prozent der Lohnsumme des Unternehmens.
Die Personalwirtschaftskontrolle bezieht sich sowohl auf die Arbeitsausführung bzw. die Arbeitsergebnisse der Mitarbeiter im Rahmen des Personaleinsatzes als auch auf die Überwachung kostengünstiger Personalbeschaffung und auf die effektive Personalplanung. Besondere Probleme können mit den strategischen und operativen Kontrollprozessen im Personalbereich verbunden sein.
Durch die Ergebnisse der Abweichungsanalyse kann es zu strukturellen Veränderungen im Ablauf des personalwirtschaftlichen Prozess kommen, wenn sich die zu treffenden Maßnahmen der personalwirtschaftlichen Steuerung auf den Personaleinsatz, die Personalbeschaffung bzw. auf die Personalplanung auswirken. Auch kann sich die Notwendigkeit der Korrektur der bisher festgelegten Personalwirtschaftsziele ergeben.
Die Personalmanager können bei der personalwirtschaftlichen Kontrolle vom Personalcontrolling unterstützt werden.